# Manoir de la Chouannière
Ne doit pas être confondu avec Manoir de la Chouanière.
Le manoir de la Chouannière est situé à Carentoir en France.

## Localisation
Le manoir est situé sur le territoire de la commune déléguée de Quelneuc, au lieu-dit la Chouannière, dans le département du Morbihan en région Bretagne.

## Description
Le manoir date des XVIIe et XVIIIe siècles, édifice construit en moellons et pierre de taille de schiste à un étage carré, élévation à travées. Toiture à longs pans recouverte d'ardoises, croupe. Escalier hors-œuvre : escalier tournant.

## Historique
Édifice construit au XVIIe siècle (logis) et au XVIIIe siècle (chapelle),les  parties agricoles sont  plus récentes.
Le manoir est inscrit à l'inventaire général du patrimoine culturel.